# Puigví
El Puigví és una masia de Santa Cecília de Voltregà (Osona) inclosa a l'Inventari del Patrimoni Arquitectònic de Catalunya.

## Descripció
Edifici civil. Masia de planta rectangular coberta a dues vessants amb el carener paral·lel a la façana. L'edifici consta de tres pisos. La façana és orientada a migdia i té un cos de porxos adossat orientat a llevant. Es conserven les baranes de fusta però el terra ha estat reformat. Hi ha un mur, sostingut per grossos contraforts que tanquen la lliça de la casa, a la que s'accedeix mitjançant un portal decorat.
La casa conserva un petit oratori, avui destinat a rebost i un pujador de cavalls a l'entrada.
Està envoltada de dependències agrícoles que desmereixen l'antiga estructura. Els materials constructius són la pedra, arrebossada i algun afegitó de totxo.
L'estat de conservació és bo.

## Història
Antic mas reformat l'any 1689 per Jaume Torrent i Solà. Més tard, a l'abril de 1767 s'hi afegí el cos de porxos.
Fou el típic mas benestant amb estada per a amos i masovers i restaurat als segles XVII i XVIII. Al segle xix s'hi feren algunes ampliacions.
Actualment està regit i habitat pels masovers.